# Jakub Lokaj
Jakub Lokaj (7. července 1752 Cítoliby – ?) byl český hudební skladatel období klasicismu, příslušník Cítolibské skladatelské školy. 

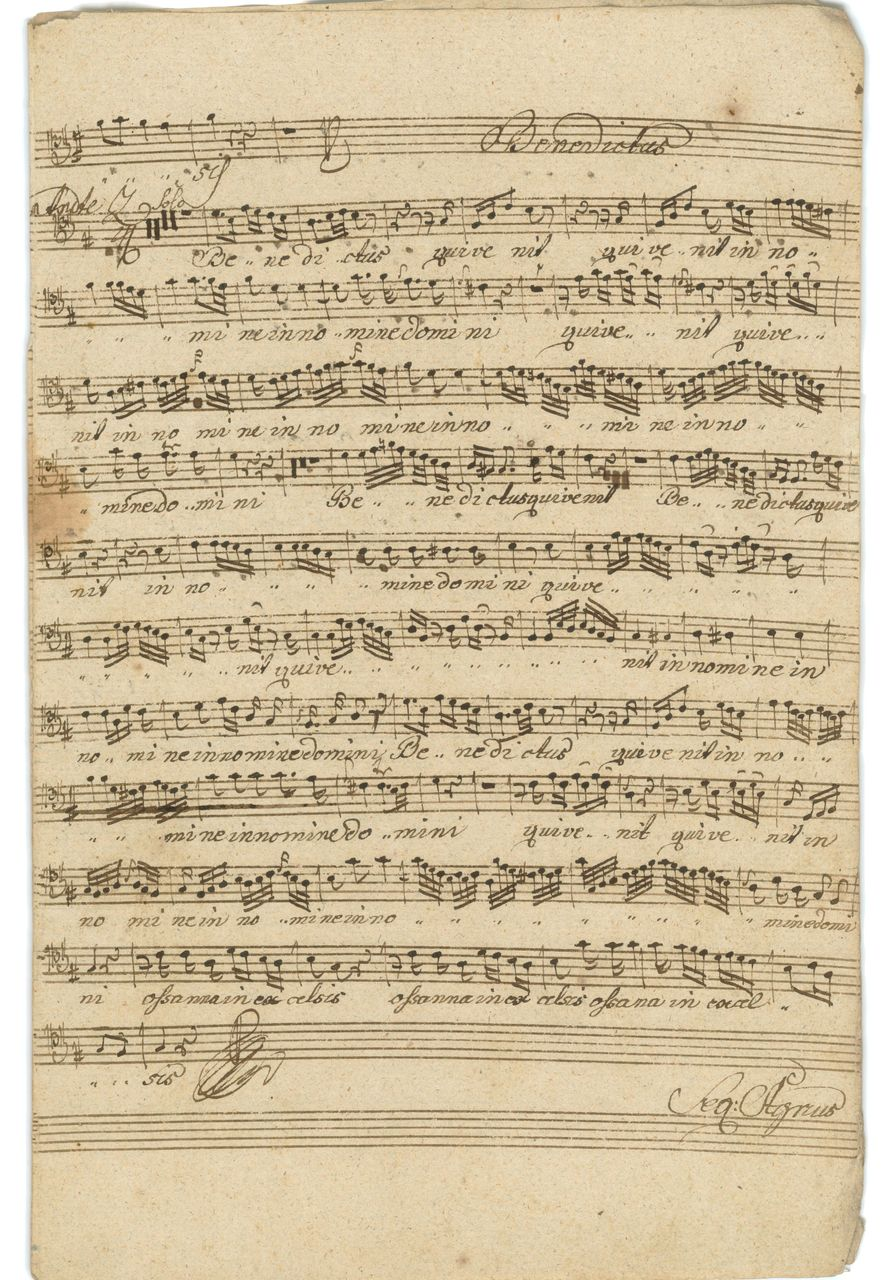
Part sólového tenoru v části Benedictus – autograf

## Život

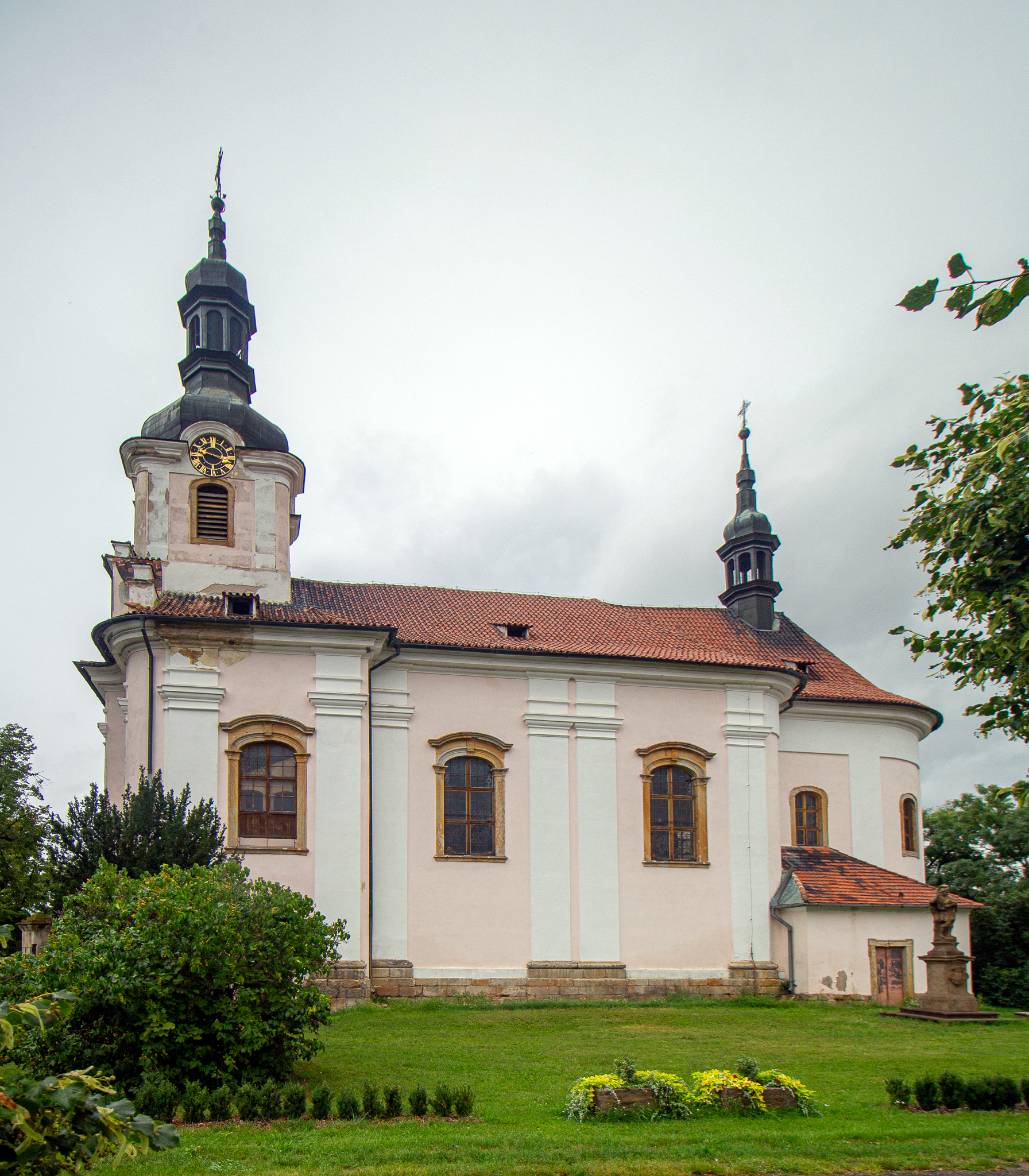
Cítolibský kostel sv. Jakuba

Narodil se v Cítolibech jako syn tamního koláře. Jeho matka Anna pocházela z rodiny Křivánků z blízkého Markvarce. Kmotrem mu byl cítolibský kantor a hudební skladatel Václav Jan Kopřiva. V době, kdy se narodil, patřilo panství Cítoliby rodu Pachtů z Rájova. Ti zde při zámku založili kapelu, jejíž někteří členové se prosadili i jako komponisté. Místní kostel sv. Jakuba byl střediskem duchovní hudby. Lokajovo hudební vzdělání není známé, základy nepochybně získal od zdejšího kantora a svého kmotra Václava Jana Kopřivy. Na cítolibském zámku postupně zastával funkce služebníka, kuchyňského písaře a hofmistra. Tato hodnost byla spojena s funkcí ředitele zámecké hudby.
Datum a místo Lokajova úmrtí se nepodařilo zjistit, na cítolibském panství nezemřel. V Cítolibech se naposledy vyskytuje v soupisu poddaných v roce 1793, o dva roky později zde již uveden není.

## Dílo
Skládal jak duchovní, tak profánní hudbu. Dosavadní výzkum Zdeňka Šestáka prokázal, že Lokaj složil nejméně pět mší, z toho jednu českou. Z Lokajova díla se dále dochovala dvě moteta: Motetto pastorale in D Gloria in excelsis Deo a O, altitudo gloriae. Dále je autorem árie in Dis pro soprán Haec aurora gratiosa. Jeho koncert pro fagot a orchestr C-dur má na repertoáru fagotista České filharmonie Jaroslav Kubita. Premiérovaný byl v roce 1999.
Na hudební nosiče se zatím dostaly pouze árie in Dis Haec aurora gratiosa a Motetto pastorale in D Gloria in excelsis Deo. Jeho některé další skladby se příležitostně hrají na koncertech.

### Hudební nosiče a nahrávky
- Hudba citolibských mistrů 18. století, 2 LP, Supraphon 1968, č. katalogu 0 12 0251.
- Hudba citolibských mistrů 18. století, 5 LP, Supraphon 1985, č. katalogu 1119 4081-85 G.
- Musica antiqua Citolibensis, Supraphon 1994, č. katalogu 11 2148-2: výběr z nahrávek z let 1968 a 1985.
- Musica antiqua Citolibensis, Supraphon 2007, 4 CD, č. katalogu SU 3908-2: reedice nahrávek z let 1968 a 1985.